# Cheval tueur

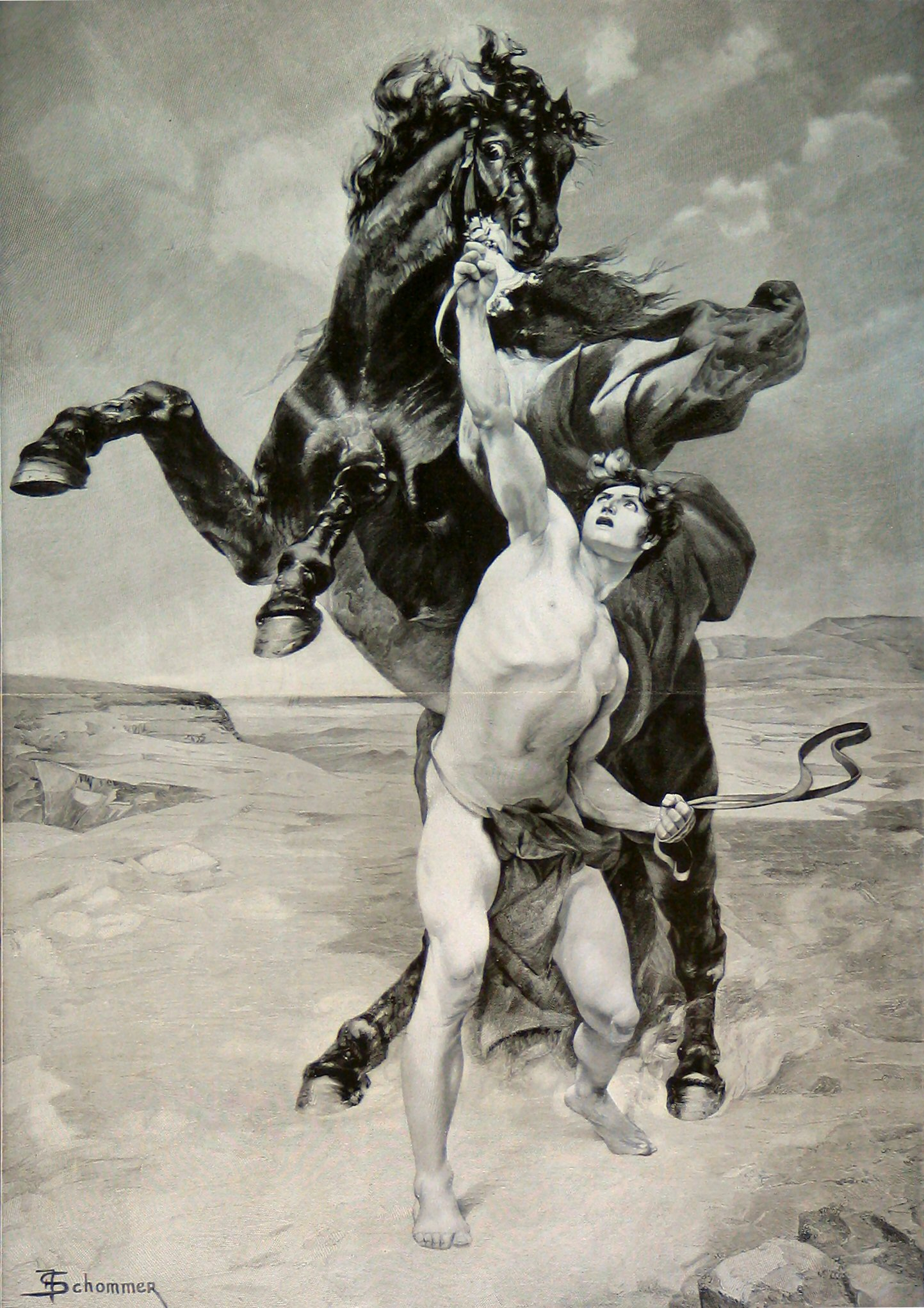
Alexandre domptant Bucéphale, d'après F. Schommer, Allemagne, fin du XIXe siècle.

Un cheval tueur est un cheval connu pour avoir tué un être humain ou plusieurs. De telles mentions, bien que rares, sont constantes dans l'Histoire, et étendues à toutes les régions du monde dans lesquelles des chevaux sont présents, depuis l'Antiquité. L'un des chevaux tueurs les plus connus dans la culture occidentale est le légendaire Bucéphale, monture d'Alexandre le Grand. La jument Lisette montée par le général Marbot est un autre cas connu.
Ces récits sont souvent considérés à tort comme des mythes ou des légendes brodées autour du caractère combatif recherché chez un cheval de guerre. Des témoignages plus récents concernent des chevaux de sport et de loisir détenus par des particuliers, généralement à la suite de graves maltraitances de l'animal. Le neurofeedback pourrait être efficace pour rééduquer les chevaux tueurs victimes de telles maltraitances.

## Mythologie

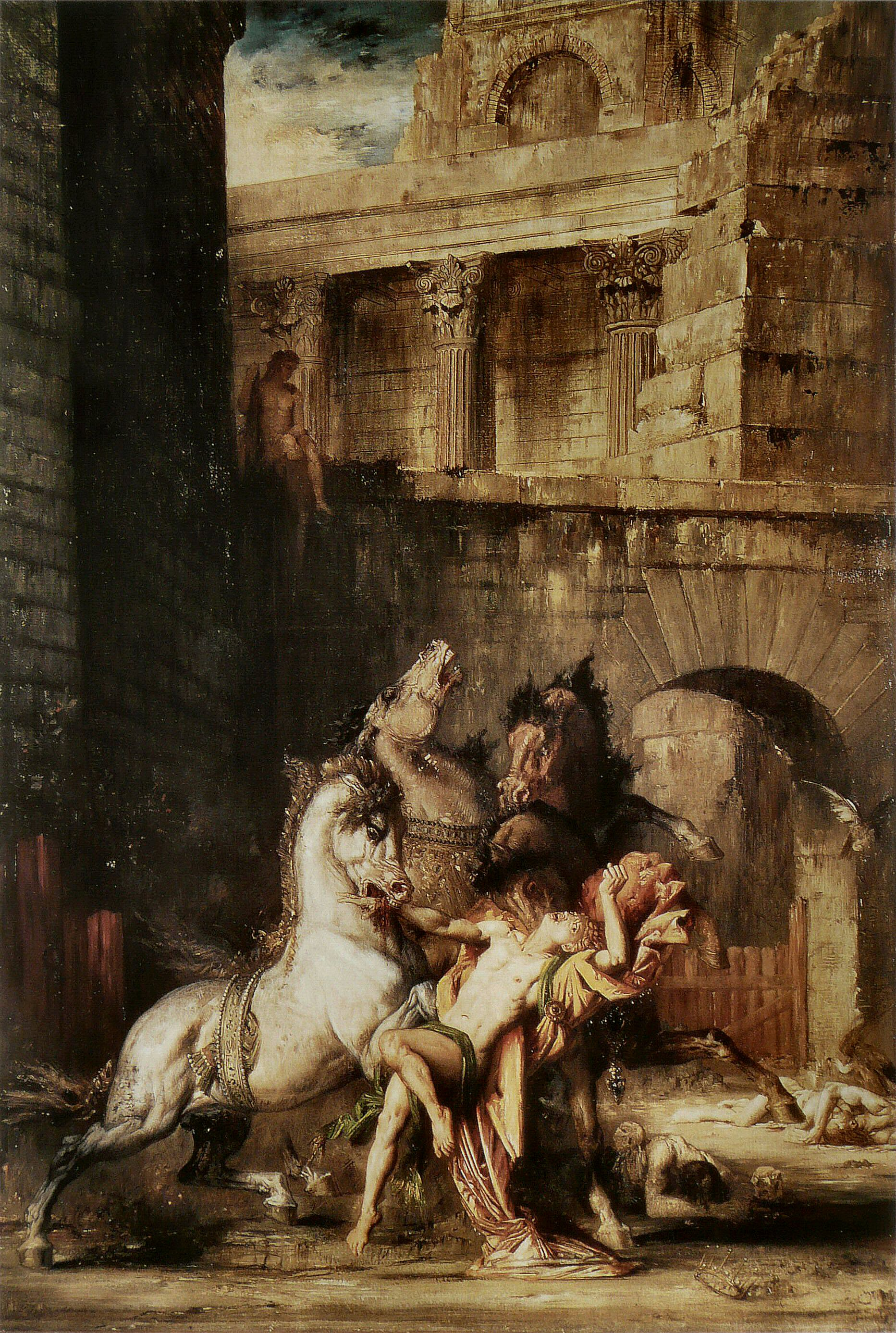
Diomède dévoré par ses chevaux, tableau de G. Moreau, 1870.

Les plus anciennes attestations de chevaux tueurs relèvent de récits mythologiques. Les juments de Diomède sont connues pour avoir tué et dévoré Abdère, écuyer et compagnon d'Hercule, qui avait été chargé de les garder. En représailles, Hercule leur livre leur maître moribond, puis elles en dévorent la carcasse.
Bucéphale, la monture d'Alexandre le Grand, est réputé descendre d'une des juments de Diomède : d'après Plutarque, il était anthropophage, tuant et dévorant les ennemis de son maître en bataille.
Au Japon, la légende du samouraï errant Ogurihangan (1398-1464) relate sa rencontre avec un cheval tueur, Onikage, décrit comme un démon pommelé, qu'il parvient finalement à dompter et à chevaucher.

## Attestations historiques
En 1389, des annales juridiques françaises rapportent qu'un cheval fut condamné à mort à Dijon, pour avoir tué l'homme qui était son maître,.
Selon deux auteurs du XIXe siècle, le roi d'Angleterre George IV a présenté au maharajah de Oude un Pur-sang bai tueur d'hommes, qui a tué nombre de femmes et d'enfants en combat singulier dans une arène.
Durant les guerres napoléoniennes, le général Marbot raconte avoir monté une jument tueuse. Cette jument, nommée Lisette, avait acquis une sinistre réputation après avoir éventré son palefrenier, et était réputée « mordre comme un bouledogue et se jeter avec furie sur les personnes qui lui déplais[ai]ent »,. Lisette était dangereuse au montoir, nécessitant d'après Marbot l'intervention de cinq hommes pour la seller et la brider en lui recouvrant les yeux. Cependant, elle se montrait docile une fois le cavalier en place sur son dos. Durant la bataille d'Eylau de 1807, et toujours selon le récit qu'en fait Marbot, Lisette est blessée par un coup de baïonnette. Lorsque l'officier russe responsable tente de la saisir par la bride, elle l'écrase sous son ventre et ses sabots, en le piétinant à mort, sauvant ainsi la vie de son cavalier.
Un cas de 2007 fait état d'un enfant de 18 mois tué à Perth, en Australie, par un étalon qui l'a saisi avec ses dents et lancé plusieurs mètres plus loin, après que l'enfant eut passé sous la barrière de l'enclos de l'animal,. L'étalon tueur a ensuite été euthanasié.

## Perception
Dans la culture populaire, notamment les romans et les films d'enfance et de jeunesse, le cheval est présenté comme un animal-proie peureux et fuyard, entièrement herbivore, ce qui tend à diminuer la perception du danger qu'il peut représenter. Il est globalement considéré comme impossible qu'un cheval puisse agresser un être humain volontairement et sans raison apparente, et non uniquement en réaction immédiate à une douleur ou à une agression d'origine humaine.

## Causes
D'après le cavalier CuChullaine O'Reilly, le sens d'auto-préservation du cheval devrait logiquement surpasser sa réticence à s'en prendre à un humain lorsqu'il se sent en danger. Les chevaux qui vivent à l'état sauvage sont capables d'attaquer les prédateurs qui menacent leur troupeau, tels que les loups. Il existe par ailleurs des attestations relatives à d'autres espèces animales qui, à la suite de mauvais traitement répétés infligés par des humains, finissent par s'en prendre à leurs tourmenteurs.
Une maltraitance ancienne d'origine humaine pourrait ainsi être une cause fréquente du comportement des chevaux tueurs. Une étude de neurofeedback sur des animaux, publiée fin 2006, a proposé de tester avec des animaux les méthodes couramment appliquées pour le traitement de l'agressivité chez l'être humain, avec un succès partiel. Le cheval tueur testé, Dutch, avait été gravement maltraité durant son jeune âge, et était connu pour écraser les gens contre des murs ou les attaquer avec ses sabots.

## Statistiques
En Australie, le cheval est statistiquement responsable d'un plus grand nombre de décès (avec 74 morts directement imputables à des chevaux entre 2000 et 2013) que les espèces de reptiles et d'araignées. Cette information va à l’encontre de la croyance commune selon laquelle ces animaux venimeux seraient les plus dangereux de ce pays.
Des cas de chevaux tueurs sont répertoriés sur tous les continents, avec un plus grand nombre de cas connus en Europe.